# Zosim Palestinianul
Zosim Palestinianul (n. 460 d.Hr., Palestina, Iordania – d. 560 d.Hr., Palestina, Iordania) a fost un ascet creștin. În iconografie este reprezentat adesea cu sfânta Maria Egipteanca. Este sărbătorit ca sfânt cu sărbătoarea pe 4 aprilie.

## Galerie de imagini

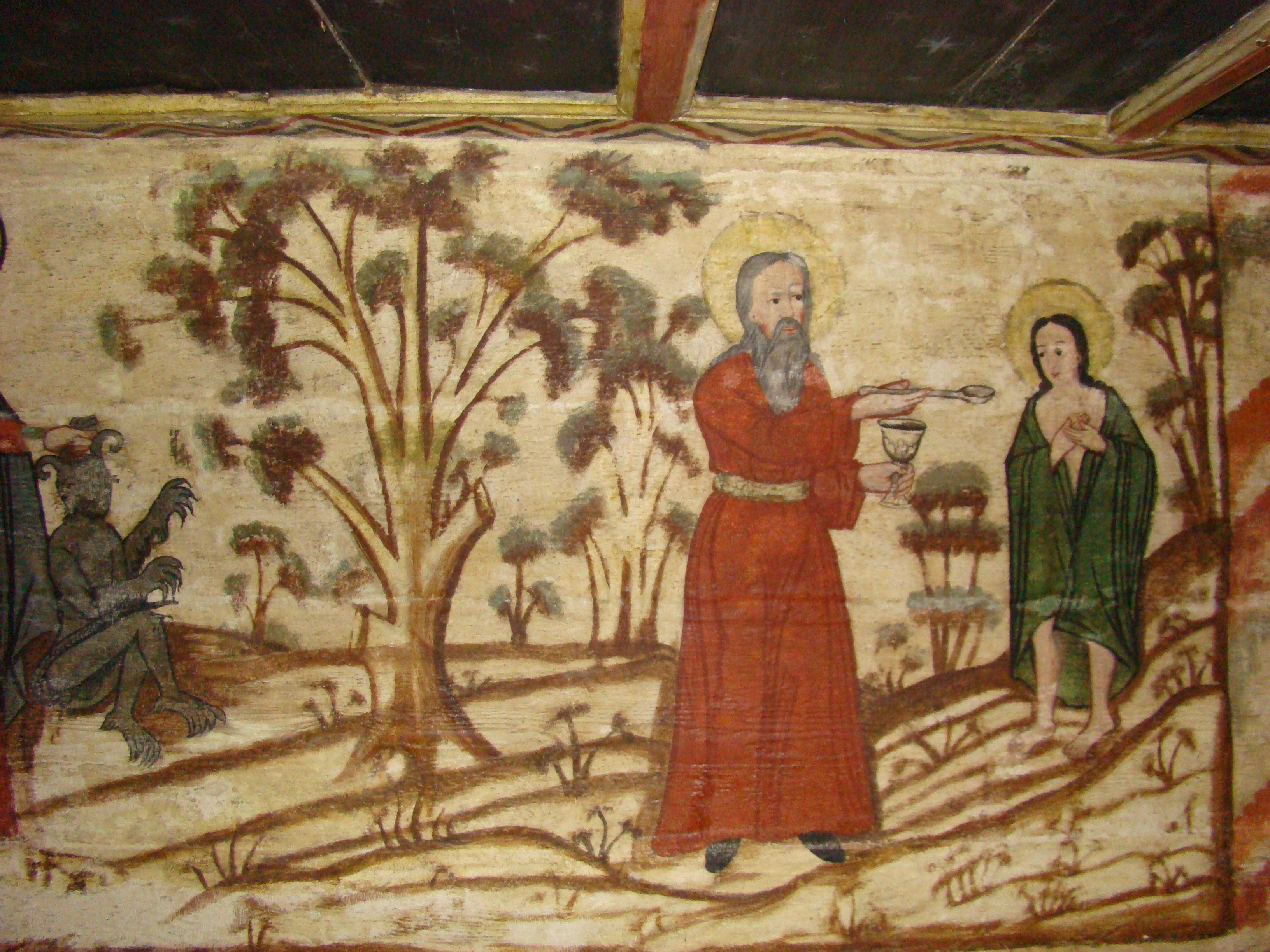
Zosim o hrănește pe Maria Egipteanca, biserica de lemn din Bica, sec. al XVIII-lea.